# Vitfläckat gräsfly
Vitfläckat gräsfly (Mythimna conigera) är en fjärilsart som först beskrevs av Michael Denis och Ignaz Schiffermüller 1775.  Vitfläckat gräsfly ingår i släktet Mythimna, och familjen nattflyn. Arten är reproducerande i Sverige.

## Bildgalleri

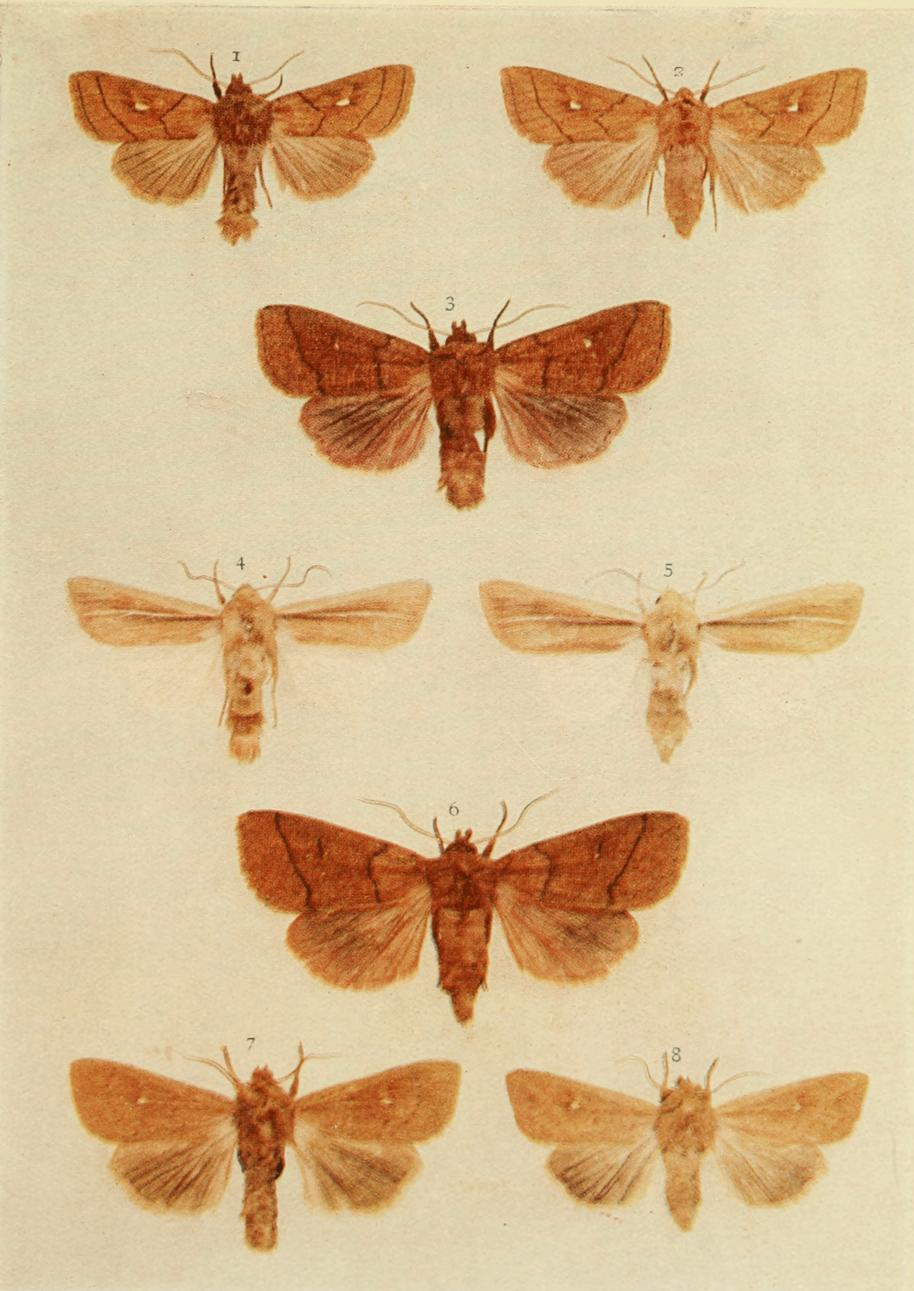
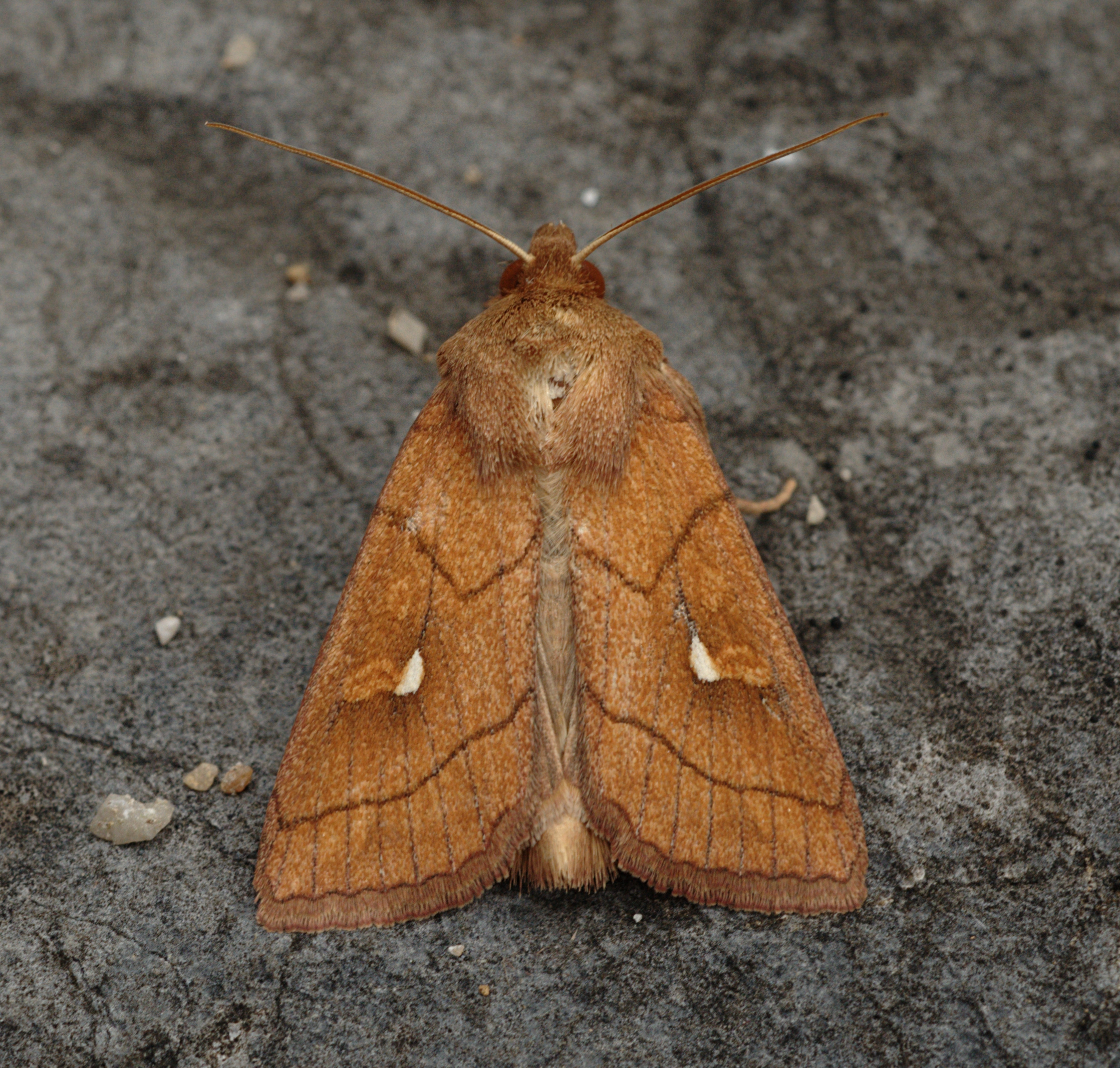